# Spe Salvi
Spe Salvi (Спасены в надежде) — вторая из трёх энциклик Папы римского Бенедикта XVI, опубликованная 30 ноября 2007 года.

## Тематика и публикация
Энциклика посвящена теме надежды и продолжает цикл энциклик о христианских добродетелях, так как первой энцикликой папы Бенедикта XVI стала Deus Caritas Est, посвящённая христианской любви.
Энциклика содержит более 18 900 слов, разделённых на пятьдесят параграфов, и состоит из введения и восьми глав. Название энциклики взято из восьмой главы Послания к Римлянам: «Ибо мы спасены в надежде. Надежда же, когда видит, не есть надежда; ибо если кто видит, то чего ему и надеяться? Но когда надеемся того, чего не видим, тогда ожидаем в терпении.» (Рим. 8:24, 25). Комментируя выход энциклики в свет глава пресс-центра Святого Престола Федерико Ломбарди сказал, что энциклика является «абсолютной и персональной» работой папы Бенедикта XVI. Ломбарди также добавил, что папские советники работали над проектом другой энциклики на социальные темы (позднее она была выпущена под именем Caritas in Veritate) и были удивлены, когда папа решил сначала завершить работу над энцикликой о надежде.
Русский перевод энциклики был выпущен московским издательством францисканцев в марте 2008 года.

## Структура
- Введение
- Вера есть надежда
- Понятие надежды, основанной на вере, в Новом Завете и в ранней Церкви
- Вечная жизнь — что это такое?
- Индивидуалистична ли христианская надежда?
- Трансформация христианской веры-надежды в Новое время
- Истинный облик христианской надежды
- «Пространства» постижения и осуществления надежды
- Мария, Звезда надежды

## Содержание
Основная идея энциклики — рассмотреть роль надежды в христианском учении и проследить её трансформацию в ходе истории. Несмотря на чисто богословское содержание, понтифик очень часто по ходу текста прибегает к историческим примерам и судьбам отдельных личностей. В главе «Вера есть надежда» он приводит пример святой Джузеппины Бахиты, как образец «надежды, исходящей из реальной встречи с Богом». В главе «Понятие надежды, основанной на вере, в Новом Завете и в ранней Церкви» Бенедикт XVI противопоставляет надежду на лучшее будущее через революционно-политические преобразования, такие как восстания Бар-Кохбы или Спартака, которые в итоге потерпели поражения, и надежду, которая была принесена в мир Христом и которая оказалась способна преобразовывать человеческое общество изнутри.
В главе «Трансформация христианской веры-надежды в Новое время» понтифик особо останавливается на эпохе Просвещения и Французской революции, а также на марксизме. Высказывается мысль о том, что Просвещение и марксизм (приведшие соответственно к двум революциям — французской и русской) привели к своеобразному извращению понятия разума. Его превратили в абсолют, не считаясь со слабостью человеческой природы. Параграф 21 энциклики полностью посвящён критике марксизма:
Итак, после революции Ленину пришлось столкнуться с тем, что в трудах его учителя нет никаких указаний о том, как действовать дальше. Да, он говорил о промежуточной фазе диктатуры пролетариата как об одной из необходимостей, которая, однако, в дальнейшем, исчезнет сама собой. Мы прекрасно знаем эту «промежуточную фазу» и знаем, как она развивалась дальше, оставляя за собой удручающее разрушение, вместо того чтобы оздоровлять мир.
Его (Маркса) ошибка лежит глубже. Он забыл, что человек всегда остаётся человеком. Он забыл о человеке и его свободе. Он забыл, что свобода всегда остаётся свободой, даже для зла. Он считал, что после приведения в порядок экономики все остальное встанет на своё место. Его главная ошибка – материализм: на самом деле человек представляет собой отнюдь не только плод экономических условий, и его невозможно оздоровить лишь извне, создав благоприятную экономическую среду.
Говоря о прогрессе Бенедикт XVI цитирует философа Теодора Адорно, по мнению которого «прогресс — это движение человечества от пращи к ядерной бомбе» и делает вывод, что прогресс открывает новые шансы не только для добра, но и для пропасти зла. Настоящий прогресс — это скорее «преодоление всех форм зависимости, это путь к совершенной свободе».
Подытоживая свои мысли в главе «Истинный облик христианской надежды» Бенедикт XVI пишет:
Истинной, великой надеждой человека, остающейся неизменной несмотря на все разочарования, может быть только Бог, возлюбивший нас и продолжающий любить «до конца», до последнего «совершилось».
В главе «Пространства постижения и осуществления надежды» понтифик особо рассматривает три «пространства» надежды, как он называет молитву, страдание и Страшный суд. Говоря о молитве понтифик цитирует Августина Гиппонского и кардинала Нгуен Ван Тхуана, в разделе про страдания — вьетнамского мученика Павла Ле Бао Тина, а в разделе про Страшный суд — Достоевского и Платона. Заключительная глава энциклики посвящена Деве Марии, как «звезде надежды».